# Spółdzielnia Mieszkaniowa Lokatorsko-Własnościowa Jeżyce

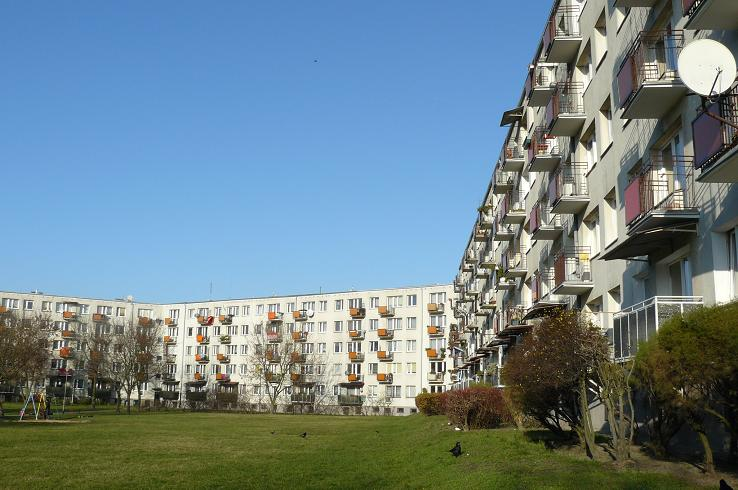
Osiedle Winiary w Poznaniu – fragment tzw. Rogala.

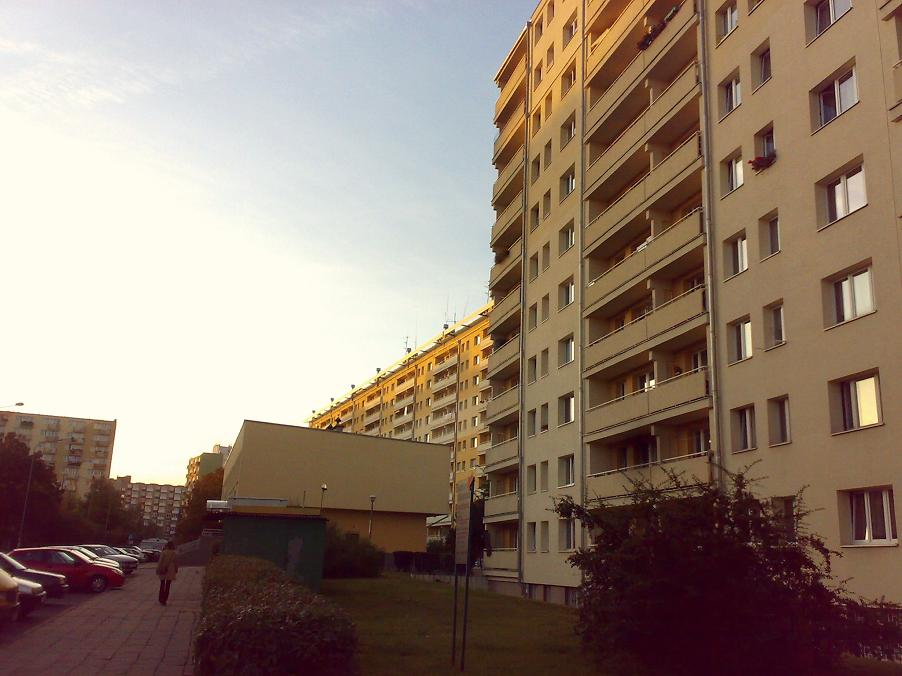
Modernistyczna zabudowa spółdzielcza Bonina.

Spółdzielnia Mieszkaniowa Lokatorsko-Własnościowa „Jeżyce” – spółdzielnia mieszkaniowa funkcjonująca na terenie Poznania i przyległej doń wsi Suchy Las z siedzibą w dzielnicy Bonin należącej do jednostki pomocniczej miasta Osiedle Winiary.
Spółdzielnia została założona w 1958 roku, początkowo będąc zamkniętą spółdzielnią kolejarską dla pracowników Dyrekcji Kolei w Poznaniu. W wyniki rejonizacji spółdzielni mieszkaniowych Poznania w latach 60. XX wieku przeniesiona na teren dzielnicy Jeżyce, utraciła część zasobów położonych na Grunwaldzie, przejmując jednocześnie zasoby należące do spółdzielni „Osiedle Młodych” oraz Poznańskiej Spółdzielni Mieszkaniowej, co doprowadziło do czterokrotnego wzrostu jej zasobów. 
Spółdzielnia zorganizowana jest liniowo: posiada szereg działów, Radę Nadzorczą oraz Zarząd, a każde osiedle dysponuje własną administracją i Radą Osiedla. Spółdzielnia działa na podstawie ustawy z dnia 16 września 1982 r. – Prawo spółdzielcze (Dz.U. z 2024 r. poz. 593), ustawy z dnia 15 grudnia 2000 r. o spółdzielniach mieszkaniowych (Dz.U. z 2024 r. poz. 558) oraz ustalonego przez siebie Statutu. Prezesem Zarządu jest Przemysław Stefaniak.
Na terenie Poznania spółdzielnia administruje mieszkaniami położonymi w obrębie dzielnicy Jeżyce: m.in. na ulicy Jeżyckiej, Kassyusza, Kraszewskiego, Polnej, Galla i Żurawiej oraz na Winiarach (Osiedle Winiary) i Boninie, a także na Osiedlu Słowiańskim. Poza Poznaniem spółdzielnia administruje osiedlem domków jednorodzinnych Przylesie położonym na terenie wsi Suchy Las, na północ od miasta.
W ramach spółdzielni funkcjonuje Ośrodek Kultury „Wierzbak“, w którym odbywają się m.in. warsztaty muzyczne, plastyczne i teatralne dla dzieci, szkoła tańca, klub seniora i klub wędkarski, a także klub „Złoty Wiek“ i modelarnia lotnicza.